# 岡島俊英
岡島 俊英（おかじま としひで）は、日本の化学者。大阪大学産業科学研究所准教授。

## 主な略歴
- 1987年 東京理科大学理工学部応用生命科学科卒業
- 1989年 大阪大学理学研究科生物化学専攻修了
- 1992年 大阪大学理学研究科生物化学専攻修了
- 1992年 近畿大学農学部助手（ - 1995年）
- 1995年 近畿大学農学部講師（ - 2000年）
- 1998年 カリフォルニア大学バークレー校博士研究員（ - 1999年）
- 1999年 スクリプス研究所博士研究員
- 2000年 大阪大学産業科学研究所助手（ - 2002年）
- 2002年 大阪大学産業科学研究所助教授（ - 2007年）
- 2007年 大阪大学産業科学研究所准教授（ 継続中 ）

## 主な所属学会
- 日本農芸化学会
- 日本蛋白質科学会
- 日本生化学会
- Protein Societyなど

## 著書
- 『構造生物学』朝倉書店、1997年
- 『シリーズ分子生物学』朝倉書店、1998年
- 『スタンパク質科学』化学同人、2005年